# Hockey Club ISMM Kopřivnice
Le Hockey Club ISMM Kopřivnice est un club de hockey sur glace de Kopřivnice en Tchéquie. Il évolue en 2. liga, troisième échelon tchèque.

## Historique
Le club est créé en 1936.

## Palmarès
- Aucun titre.